# Odynerus bensoni
Odynerus bensoni är en stekelart som beskrevs av Giordani Soika. Odynerus bensoni ingår i släktet lergetingar, och familjen Eumenidae. Inga underarter finns listade i Catalogue of Life.